# Borj Hamza
El Borj Hamza, o Borj Bouira, literalmente el «fuerte Hamza», es un fuerte y monumento histórico situado en la villa de Bouira en la ciudad Draa El Bordj. Su construcción se remonta al siglo XVI por la regencia de Argel por lo que ocupa una posición estratégica, a pocos días de camino de Argel, de Puertas de Hierro, de Médéa y del valle del río Isser. Fue la sede de una pequeña guarnición de la Regencia y de un alcaide. A la llegada de los franceses, sirvió de oficina para los nativos, gestionada por el caïd Bouzid en 1847, antes de convertirse en un cuartel del ejército colonial en 1848, y luego en un dispensario en 1910
El fuerte se encuentra en mal estado y fue clasificado el 12 de septiembre de 2006 como monumento histórico por el Estado argelino, que planea su restauración. En 2013 fue inaugurado como museo.